# Котешица
Котешица је насељено место града Ваљева у Колубарском округу. Према попису из 2022. било је 441 становника.
Овде се налази ОШ „Прота Матеја Ненадовић” ИО Котешица.

## Демографија
У насељу Котешица живи 604 пунолетна становника, а просечна старост становништва износи 44,5 година (43,4 код мушкараца и 45,6 код жена). У насељу има 222 домаћинства, а просечан број чланова по домаћинству је 3,27.
Ово насеље је углавном насељено Србима (према попису из 2002. године).
|  |

| Демографија | Демографија | Демографија |
| Година      | Становника  | Становника  |
| ----------- | ----------- | ----------- |
| 1948.       | 1.406       |             |
| 1953.       | 1.412       |             |
| 1961.       | 1.342       |             |
| 1971.       | 1.183       |             |
| 1981.       | 1.071       |             |
| 1991.       | 946         | 871         |
| 2002.       | 727         | 816         |

| Етнички састав према попису из 2002.‍ | Етнички састав према попису из 2002.‍ | Етнички састав према попису из 2002.‍ | Етнички састав према попису из 2002.‍ | Етнички састав према попису из 2002.‍ |
| ------------------------------------ | ------------------------------------ | ------------------------------------ | ------------------------------------ | ------------------------------------ |
|                                      |                                      |                                      |                                      |                                      |
| Срби                                 | Срби                                 |                                      | 613                                  | 84,31%                               |
| Роми                                 | Роми                                 |                                      | 109                                  | 14,99%                               |
| Македонци                            | Македонци                            |                                      | 1                                    | 0,13%                                |
| непознато                            | непознато                            |                                      | 4                                    | 0,55%                                |

| Година пописа     | 1948. | 1953. | 1961. | 1971. | 1981. | 1991. | 2002. |
| ----------------- | ----- | ----- | ----- | ----- | ----- | ----- | ----- |
| Број домаћинстава | 234   | 242   | 275   | 273   | 274   | 269   | 222   |

| Број чланова      | 1  | 2  | 3  | 4  | 5  | 6  | 7 | 8 | 9 | 10 и више | Просек |
| ----------------- | -- | -- | -- | -- | -- | -- | - | - | - | --------- | ------ |
| Број домаћинстава | 43 | 59 | 27 | 30 | 26 | 26 | 9 | 2 | 0 | 0         | 3,27   |

| Пол    | Укупно | Неожењен/Неудата | Ожењен/Удата | Удовац/Удовица | Разведен/Разведена | Непознато |
| ------ | ------ | ---------------- | ------------ | -------------- | ------------------ | --------- |
| Мушки  | 324    | 89               | 205          | 19             | 11                 | 0         |
| Женски | 303    | 36               | 203          | 59             | 4                  | 1         |
| УКУПНО | 627    | 125              | 408          | 78             | 15                 | 1         |

| Пол    | Укупно                    | Пољопривреда, лов и шумарство | Рибарство                            | Вађење руде и камена | Прерађивачка индустрија       |
| ------ | ------------------------- | ----------------------------- | ------------------------------------ | -------------------- | ----------------------------- |
| Мушки  | 204                       | 145                           | 0                                    | 0                    | 26                            |
| Женски | 144                       | 123                           | 0                                    | 0                    | 5                             |
| УКУПНО | 348                       | 268                           | 0                                    | 0                    | 31                            |
| Пол    | Производња и снабдевање   | Грађевинарство                | Трговина                             | Хотели и ресторани   | Саобраћај, складиштење и везе |
| Мушки  | 0                         | 8                             | 7                                    | 1                    | 7                             |
| Женски | 0                         | 0                             | 9                                    | 2                    | 0                             |
| УКУПНО | 0                         | 8                             | 16                                   | 3                    | 7                             |
| Пол    | Финансијско посредовање   | Некретнине                    | Државна управа и одбрана             | Образовање           | Здравствени и социјални рад   |
| Мушки  | 0                         | 2                             | 1                                    | 0                    | 0                             |
| Женски | 0                         | 1                             | 2                                    | 0                    | 1                             |
| УКУПНО | 0                         | 3                             | 3                                    | 0                    | 1                             |
| Пол    | Остале услужне активности | Приватна домаћинства          | Екстериторијалне организације и тела | Непознато            | Непознато                     |
| Мушки  | 2                         | 0                             | 0                                    | 5                    | 5                             |
| Женски | 1                         | 0                             | 0                                    | 0                    | 0                             |
| УКУПНО | 3                         | 0                             | 0                                    | 5                    | 5                             |

## Галерија
- село Котешица - панорама
- село Котешица - панорама
- село Котешица - панорама
- село Котешица - панорама
- село Котешица - панорама
- село Котешица - панорама